# Parque nacional Serpentina
El Parque nacional Serpentina (Serpentine National Park) es un parque nacional en Australia Occidental, ubicado a 52 km al sureste de Perth.

## Datos
- Área: 44 km²;
- Coordenadas: 32°21′26″S 116°02′36″E / -32.35722, 116.04333
- Fecha de Creación: 1968
- Administración: Departamento de Conservación y tierras de Australia Occidental
- Categoría IUCN: II